# Nationalpark Kay Rala Xanana Gusmão
Der Kay Rala Xanana Gusmão (portugiesisch Parque Nacional Kay Rala Xanana Gusmão) ist Osttimors zweiter Nationalpark. Er befindet sich im Inland, südlich der Landeshauptstadt Dili und ist nach dem Freiheitskämpfer und Politiker Xanana Gusmão benannt. Die Gegend war ein Rückzugsgebiet für die Unabhängigkeitskämpfer der FALINTIL im Kampf gegen die indonesischen Besatzer.

## Hintergrund
Der Nationalpark liegt im Grenzgebiet der beiden Gemeinden Ainaro und Manufahi, in den Sucos Leolima, Mauchiga, Soro, Grotu, Rotuto, Dai-Sua, Letefoho und Holarua. Östlich liegt die Stadt Same, westlich die Stadt Ainaro. Der Nationalpark hat eine Fläche von 123,23 km². Zum geschützten Gebiet gehört auch der Berg Cablac (2085 m).
2000 gründete die UNTAET 15 Wildschutzgebiete (Protected Natural Areas PNA). Darunter auch das Gebiet des heutigen Nationalparks. Die Wildschutzgebiete blieben auch im unabhängigen Osttimors bestehen. Am 20. Oktober 2015 beschloss die Regierung Osttimors die Gründung des Nationalparks. Am 24. Oktober wurde die offizielle Einweihung am Ort des ehemaligen Guerillalagers von Xanana Gusmão gefeiert. Hier fand im September 1990 ein Interview Gusmãos durch den australischen Journalisten Robert Domm von der Australian Broadcasting Corporation (ABC) statt. Es war das erste Interview eines Führers des bewaffneten Widerstands FALINTIL gegen die indonesische Besatzung Osttimors. Mit der Gründung des Nationalparks wurde das 25. Jubiläum des Ereignisses zelebriert.

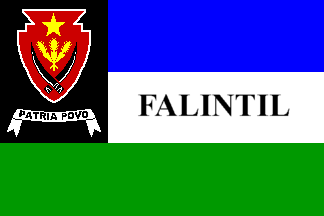
Flagge der FALINTIL

Der Ort des Zusammentreffens von Gusmão und Domm soll, laut Premierminister Rui Maria de Araújo in seiner Festrede, als heilig (Tara Bandu) gelten. Der Nationalpark symbolisiere den Widerstand, die Taten und die Opfer der Männer im Kampf, in der Diplomatie und im Untergrund.
Verantwortlich für den Nationalpark ist das Ministerium für Land- und Forstwirtschaft. Drei Orte im Park sollen hervorgehoben werden: Das Versteck von Xanana Gusmão im Gebiet von Ai-Dila-Okir, der Platz des ersten Interviews in Bunaria und der Ort, an dem die Flagge der FALINTIL entworfen wurde.